# Tsetsen-Uul
Tsetsen-Uul (mongoliska: Цэцэн-Уул Сум, Цэцэн-Уул) är ett distrikt i Mongoliet.   Det ligger i provinsen Dzavchan, i den västra delen av landet, 800 km väster om huvudstaden Ulaanbaatar.